# Ainharp
Ainharp [ajɲaʁp] (en basque: Ainharbe) est une commune française, située dans le département des Pyrénées-Atlantiques en région Nouvelle-Aquitaine.

## Géographie

### Localisation
La commune d'Ainharp se trouve dans le département des Pyrénées-Atlantiques, en région Nouvelle-Aquitaine.
Elle se situe à 61 km par la route de Pau, préfecture du département, à 39 km d'Oloron-Sainte-Marie, sous-préfecture, et à 9 km de Mauléon-Licharre, bureau centralisateur du canton de Montagne Basque dont dépend la commune depuis 2015 pour les élections départementales.
La commune fait en outre partie du bassin de vie de Mauléon-Licharre.
Les communes les plus proches sont : 
Espès-Undurein (4,1 km), Lohitzun-Oyhercq (4,2 km), Viodos-Abense-de-Bas (4,5 km), Mauléon-Licharre (5,4 km), Charritte-de-Bas (5,4 km), Berrogain-Laruns (5,6 km), Chéraute (6,0 km), Garindein (6,1 km).
Sur le plan historique et culturel, Ainharp fait partie de la province de la Soule, un des sept territoires composant le Pays basque,. La Basse-Navarre en est la province la plus variée en ce qui concerne son patrimoine, mais aussi la plus complexe du fait de son morcellement géographique. Depuis 1999, l'Académie de la langue basque ou Euskalzaindia divise le territoire du Labourd en six zones,. La Soule, traversée par la vallée du Saison, est restée repliée sur ses traditions (mascarades, pastorales, chasse à la palombe, etc). Elle se divise en Arbaille, Haute-Soule et Basse-Soule, dont fait partie la commune.

### Communes limitrophes
Les communes limitrophes sont  Aroue-Ithorots-Olhaïby, Espès-Undurein, Garindein, Lohitzun-Oyhercq, Mauléon-Licharre, Ordiarp et Viodos-Abense-de-Bas.
|                  | Aroue-Ithorots-Olhaïby | Espès-Undurein       |
| Lohitzun-Oyhercq | Ainharp                | Viodos-Abense-de-Bas |
| Ordiarp          | Garindein              | Mauléon-Licharre     |

### Hydrographie

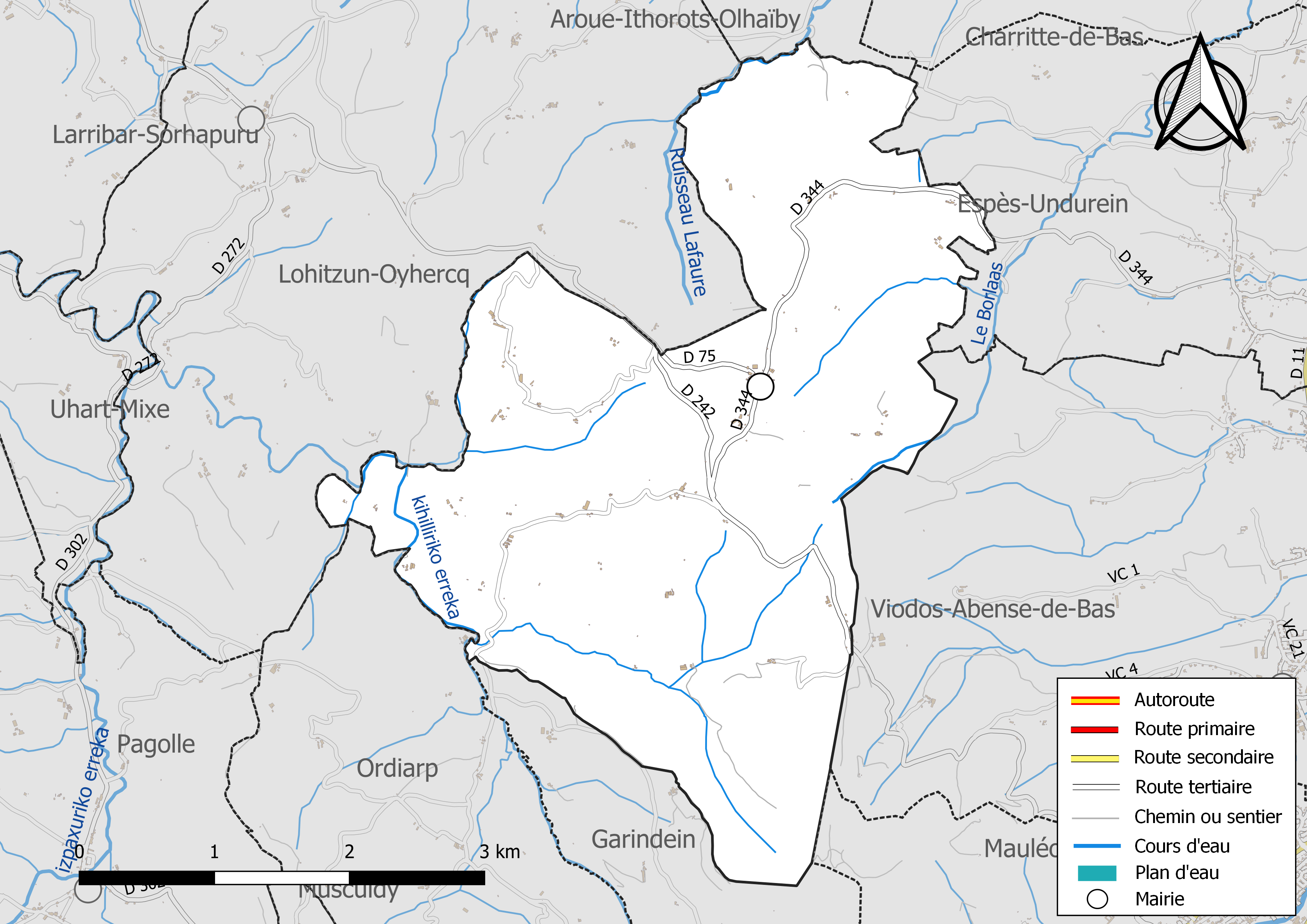
Réseaux hydrographique et routier d'Ainharp.

La commune est drainée par le Lafaure, le Borlaas, le ruisseau Quihilliri et par divers petits cours d'eau, constituant un réseau hydrographique de 13,24 km de longueur totale,.
Le Lafaure, d'une longueur totale de 16,7 km, prend sa source dans la commune de Lohitzun-Oyhercq et s'écoule du sud vers le nord. Il longe la commune sur une frange nord-ouest et en constitue la limite séparative, puis se jette dans le Saison à Espiute, après avoir traversé 5 communes.

### Climat
Pour des articles plus généraux, voir Climat de la Nouvelle-Aquitaine et Climat des Pyrénées-Atlantiques.
Historiquement, la commune est exposée à un micro climat océanique basque.  
En 2020, Météo-France publie une typologie des climats de la France métropolitaine dans laquelle la commune est exposée à un climat de montagne et est dans la région climatique Pyrénées atlantiques, caractérisée par une pluviométrie élevée (>1 200 mm/an) en toutes saisons, des hivers très doux (7,5 °C en plaine) et des vents faibles.
Pour la période 1971-2000, la température annuelle moyenne est de 13,1 °C, avec une amplitude thermique annuelle de 13,5 °C. Le cumul annuel moyen de précipitations est de 1 377 mm, avec 11,5 jours de précipitations en janvier et 8,7 jours en juillet. Pour la période 1991-2020, la température moyenne annuelle observée sur la station météorologique la plus proche, située sur la commune d'Aïcirits-Camou-Suhast à 11 km à vol d'oiseau, est de 14,3 °C et le cumul annuel moyen de précipitations est de 1 219,1 mm,. Pour l'avenir, les paramètres climatiques de la commune estimés pour 2050 selon différents scénarios d’émission de gaz à effet de serre sont consultables sur un site dédié publié par Météo-France en novembre 2022.

### Milieux naturels et biodiversité

#### Réseau Natura 2000
Le réseau Natura 2000 est un réseau écologique européen de sites naturels d'intérêt écologique élaboré à partir des Directives « Habitats » et « Oiseaux », constitué de zones spéciales de conservation (ZSC) et de zones de protection spéciale (ZPS).
Deux sites Natura 2000 ont été définis sur la commune au titre de la « directive Habitats », : 
- « la Bidouze (cours d'eau) », d'une superficie de 2 570 ha, un vaste réseau hydrographique drainant les coteaux du Pays basque[24] ;
- « le Saison (cours d'eau) », d'une superficie de 2 200 ha, un cours d'eau de très bonne qualité à salmonidés[25].

#### Zones naturelles d'intérêt écologique, faunistique et floristique
L’inventaire des zones naturelles d'intérêt écologique, faunistique et floristique (ZNIEFF) a pour objectif de réaliser une couverture des zones les plus intéressantes sur le plan écologique, essentiellement dans la perspective d’améliorer la connaissance du patrimoine naturel national et de fournir aux différents décideurs un outil d’aide à la prise en compte de l’environnement dans l’aménagement du territoire.
Une ZNIEFF de type 2 est recensée sur la commune, : 
les « landes, bois et prairies du bassin de la Bidouze » (11 263,46 ha), couvrant 25 communes du département.

## Urbanisme

### Typologie
Au 1er janvier 2024, Ainharp est catégorisée commune rurale à habitat très dispersé, selon la nouvelle grille communale de densité à sept niveaux définie par l'Insee en 2022.
Elle est située hors unité urbaine. Par ailleurs la commune fait partie de l'aire d'attraction de Mauléon-Licharre, dont elle est une commune de la couronne,. Cette aire, qui regroupe 21 communes, est catégorisée dans les aires de moins de 50 000 habitants,.

### Occupation des sols

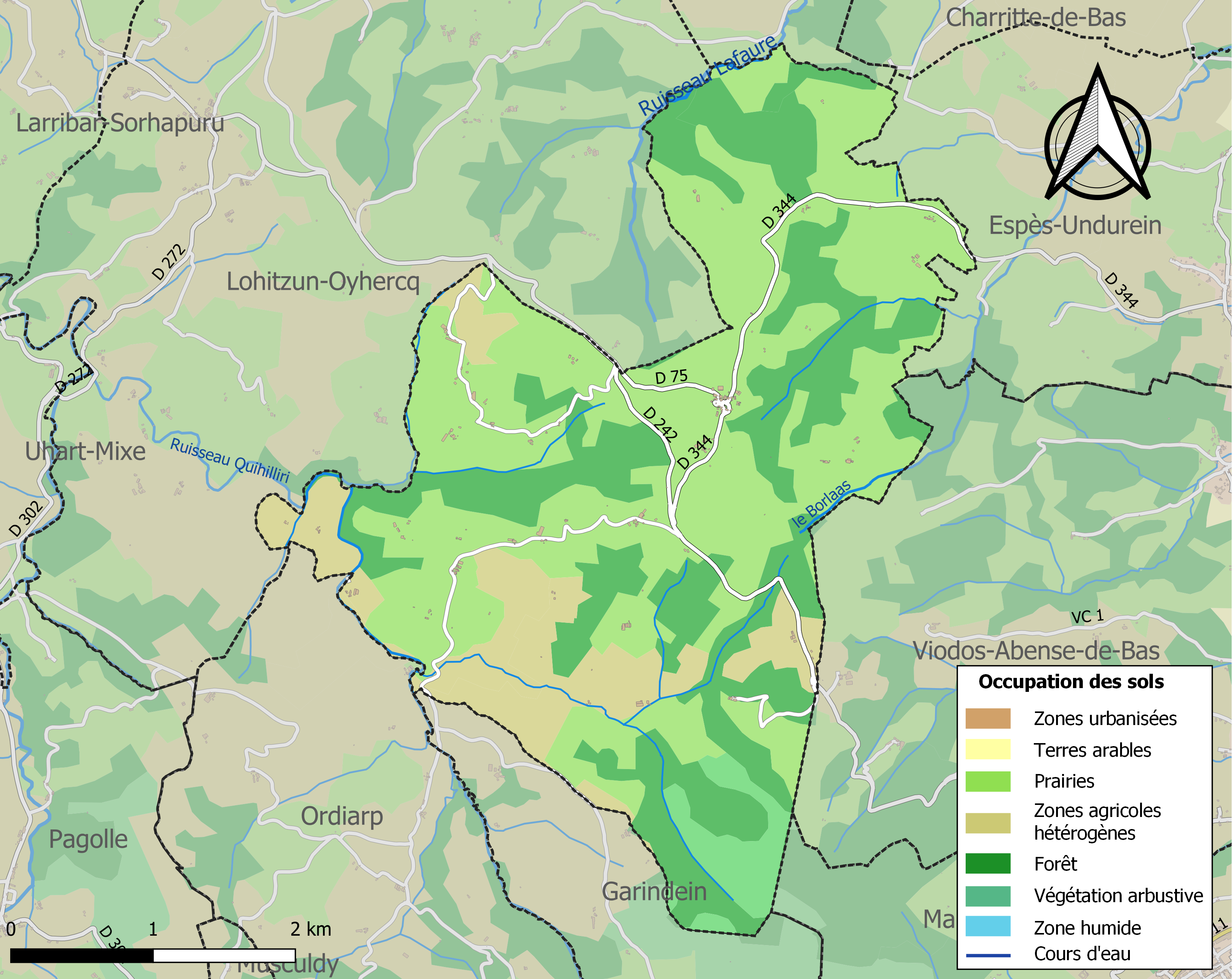
Carte des infrastructures et de l'occupation des sols de la commune en 2018 (CLC).

L'occupation des sols de la commune, telle qu'elle ressort de la base de données européenne d’occupation biophysique des sols Corine Land Cover (CLC), est marquée par l'importance des territoires agricoles (66,2 % en 2018), en augmentation par rapport à 1990 (64,2 %). La répartition détaillée en 2018 est la suivante : 
prairies (52,3 %), forêts (30,5 %), zones agricoles hétérogènes (13,8 %), milieux à végétation arbustive et/ou herbacée (3,3 %). L'évolution de l’occupation des sols de la commune et de ses infrastructures peut être observée sur les différentes représentations cartographiques du territoire : la carte de Cassini (XVIIIe siècle), la carte d'état-major (1820-1866) et les cartes ou photos aériennes de l'IGN pour la période actuelle (1950 à aujourd'hui).

### Lieux-dits et hameaux
Huit quartiers composent la commune d'Ainharp :
- Arroaga ;
- Elizatea ;
- Esteka ;
- Estekaxiloa ;
- Lagardoi ;
- Leizeagamendi (Leiziagamendi sur les cartes IGN) ;
- Palazenea ;
- Lanbaraxiloa.

### Voies de communication et transports
La commune est desservie par les routes départementales D 75, D 242 et D 344.

### Risques majeurs
Le territoire de la commune d'Ainharp est vulnérable à différents aléas naturels : météorologiques (tempête, orage, neige, grand froid, canicule ou sécheresse), inondations, feux de forêts et séisme (sismicité moyenne). Un site publié par le BRGM permet d'évaluer simplement et rapidement les risques d'un bien localisé soit par son adresse soit par le numéro de sa parcelle.
Certaines parties du territoire communal sont susceptibles d’être affectées par le risque d’inondation par une crue torrentielle ou à montée rapide de cours d'eau, notamment le ruisseau Lafaure. La commune a été reconnue en état de catastrophe naturelle au titre des dommages causés par les inondations et coulées de boue survenues en 1982, 1983 et 2009,.
Ainharp est exposée au risque de feu de forêt. En 2020, le premier plan de protection des forêts contre les incendies (PDPFCI) a été adopté pour la période 2020-2030. La réglementation des usages du feu à l’air libre et les obligations légales de débroussaillement dans le département des Pyrénées-Atlantiques font l'objet d'une consultation de public ouverte du 16 septembre au 7 octobre 2022,.

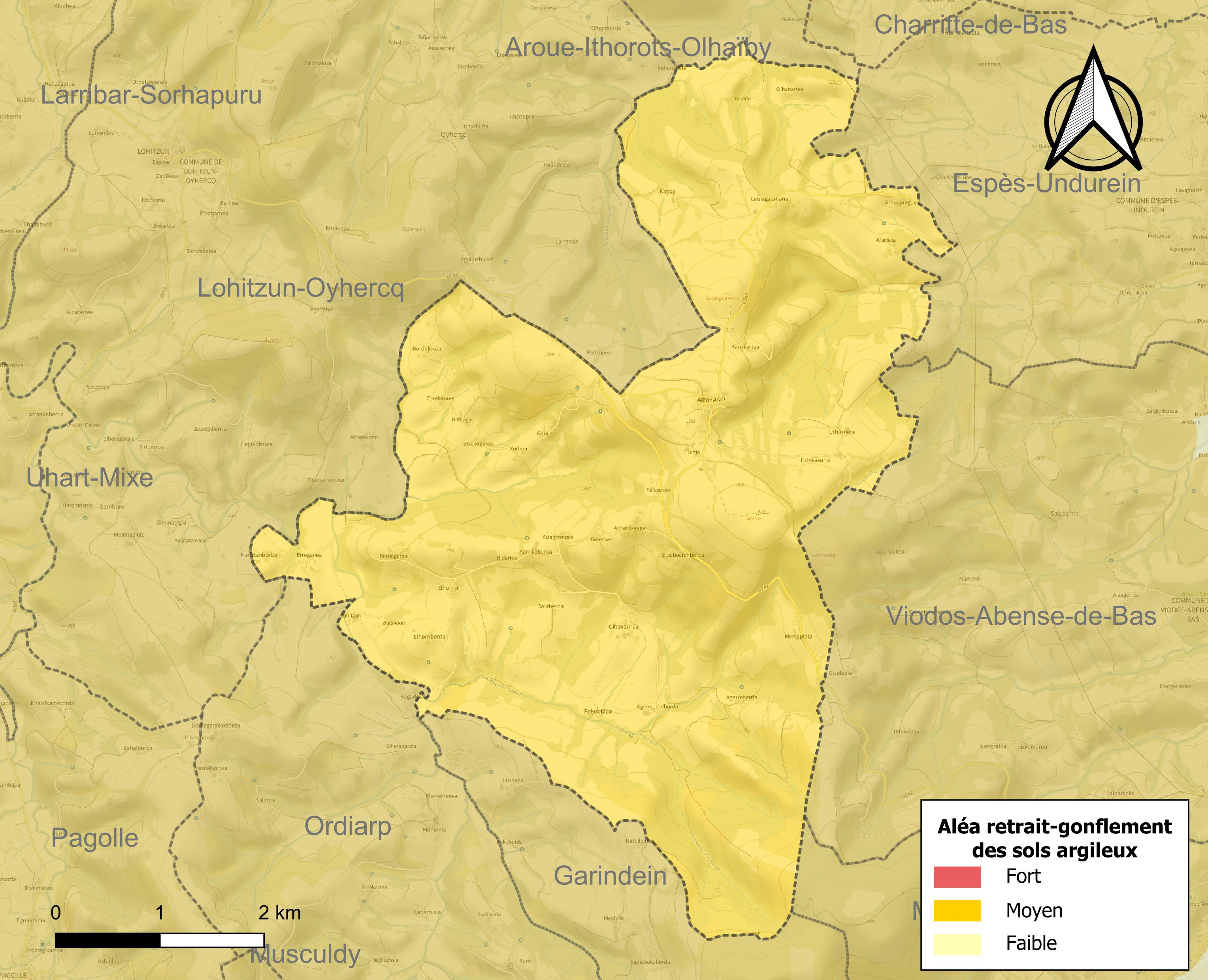
Carte des zones d'aléa retrait-gonflement des sols argileux d'Ainharp.

Le retrait-gonflement des sols argileux est susceptible d'engendrer des dommages importants aux bâtiments en cas d’alternance de périodes de sécheresse et de pluie. La totalité de la commune est en aléa moyen ou fort (59 % au niveau départemental et 48,5 % au niveau national). Depuis le 1er octobre 2020, en application de la loi ELAN, différentes contraintes s'imposent aux vendeurs, maîtres d'ouvrages ou constructeurs de biens situés dans une zone classée en aléa moyen ou fort,.

## Toponymie

### Attestations anciennes
Le toponyme Ainharp apparaît sous les formes
Ayharp (1472, notaires de Labastide-Villefranche), 
Ainharp (1479), 
l'Espitau d'Anharp et Aynharp (1479 pour ces deux formes, contrats d'Ohix),
Aignharp (1608, insinuations du diocèse d'Oloron) et 
Ayharp (1690).

### Étymologie
Jean-Baptiste Orpustan propose deux lectures étymologiques, soit « bas des bruyères » à partir d'ilharr (« bruyère ») et -be (pour behere : « bas ») ou « hauteur au bas des rochers » (de gain, « haut » et har, « rocher ») que justifierait la position haute de ce village, sur la rive gauche du Saison.

### Autres toponymes
Carricaburu, ferme d’Ainharp, est indiqué sous la graphie Carricaburue en 1479 (contrats d'Ohix).
Habiague est une autre ferme de la commune, dont la référence est également présente dans les contrats d’Ohix (1476).
L'hydronyme Lafaure apparaît sous les formes la Phaura en 1538 (réformation de Béarn) et 
la Phaure et 1863.
Lambare est mentionné sous la forme lo bedat de Lambarre (1476, contrats d'Ohix).
Le chemin Mercadieu, mentionné dans le dictionnaire de 1863, est indiqué en 1479 dans les contrats d’Ohix sous les graphies lo cami Mercadieu et le cami deu Mercat. Il s’étendait sur Ainharp et Espès-Undurein.

### Graphie basque
Son nom basque actuel est Ainharbe.

## Histoire
Paul Raymond note que la commune était un ancien prieuré du diocèse d'Oloron et qu'on y trouvait un hôpital pour les pèlerins : Benta.

## Politique et administration

### Liste des maires
| Période | Période  | Identité                 | Étiquette   | Qualité           |
| ------- | -------- | ------------------------ | ----------- | ----------------- |
| 1774    | 1807     | Bernard Aguerreberry     |             |                   |
| 1807    | 1820     | Armand Oyhenburu         |             |                   |
| 1820    | 1848     | Jean Etchart             |             |                   |
| 1848    | 1852     | Martin Salamendy         |             |                   |
| 1852    | 1854     | Jean Etchart             |             |                   |
| 1854    | 1855     | Alexandre Bente          |             |                   |
| 1855    | 1858     | Pierre Mercabide         |             |                   |
| 1858    | 1871     | Bernard Etchart          |             |                   |
| 1871    | 1874     | - Echeberry              |             |                   |
| 1874    | 1880     | Marc Iratchet            |             |                   |
| 1880    | 1884     | Marc Barneche            |             |                   |
| 1884    | 1885     | Joseph Armagnague        |             |                   |
| 1885    | 1888     | Roch Guiresse            |             |                   |
| 1888    | 1892     | Marc Barneche            |             |                   |
| 1892    | 1908     | St Jean Etchart          |             |                   |
| 1908    | 1929     | Francois Barneche        |             |                   |
| 1929    | 1950     | Jean Guiresse            |             |                   |
| 1950    | 1959     | François Elissiry        |             |                   |
| 1959    | 1971     | Jean-Pierre Aguer        |             |                   |
| 1971    | 1983     | Jean Lascaray            |             |                   |
| 1983    | En cours | Jean-Pierre Arhanchiague | UMP puis LR | Retraité agricole |

Source : mairie d'Ainharp 2011.

### Intercommunalité
Ainharp appartient à la communauté d'agglomération du Pays Basque. Elle est membre du syndicat d’énergie des Pyrénées-Atlantiques, de l'Agence publique de gestion locale et du syndicat intercommunal de la Vallée.

## Population et société

### Démographie
L'évolution du nombre d'habitants est connue à travers les recensements de la population effectués dans la commune depuis 1793. Pour les communes de moins de 10 000 habitants, une enquête de recensement portant sur toute la population est réalisée tous les cinq ans, les populations de référence des années intermédiaires étant quant à elles estimées par interpolation ou extrapolation. Pour la commune, le premier recensement exhaustif entrant dans le cadre du nouveau dispositif a été réalisé en 2006.

En 2022, la commune comptait 128 habitants, en évolution de −11,11 % par rapport à 2016 (Pyrénées-Atlantiques : +3,78 %, France hors Mayotte : +2,11 %).
| 1793 | 1800 | 1806 | 1821 | 1831 | 1836 | 1841 | 1846 | 1851 |
| ---- | ---- | ---- | ---- | ---- | ---- | ---- | ---- | ---- |
| 402  | 341  | 456  | 340  | 411  | 433  | 408  | 416  | 390  |

| 1856 | 1861 | 1866 | 1872 | 1876 | 1881 | 1886 | 1891 | 1896 |
| ---- | ---- | ---- | ---- | ---- | ---- | ---- | ---- | ---- |
| 381  | 400  | 385  | 345  | 333  | 304  | 292  | 294  | 267  |

| 1901 | 1906 | 1911 | 1921 | 1926 | 1931 | 1936 | 1946 | 1954 |
| ---- | ---- | ---- | ---- | ---- | ---- | ---- | ---- | ---- |
| 272  | 270  | 294  | 278  | 267  | 254  | 266  | 255  | 221  |

| 1962 | 1968 | 1975 | 1982 | 1990 | 1999 | 2006 | 2011 | 2016 |
| ---- | ---- | ---- | ---- | ---- | ---- | ---- | ---- | ---- |
| 208  | 194  | 186  | 181  | 161  | 142  | 148  | 145  | 144  |

| 2021 | 2022 | - | - | - | - | - | - | - |
| ---- | ---- | - | - | - | - | - | - | - |
| 131  | 128  | - | - | - | - | - | - | - |

Le gentilé est Ainharbear,.

### Enseignement
La commune dispose d'une école élémentaire publique.

## Économie
L'activité est essentiellement agricole (maïs et élevage). La commune fait partie de la zone d'appellation de l'ossau-iraty.

#### Patrimoine civil

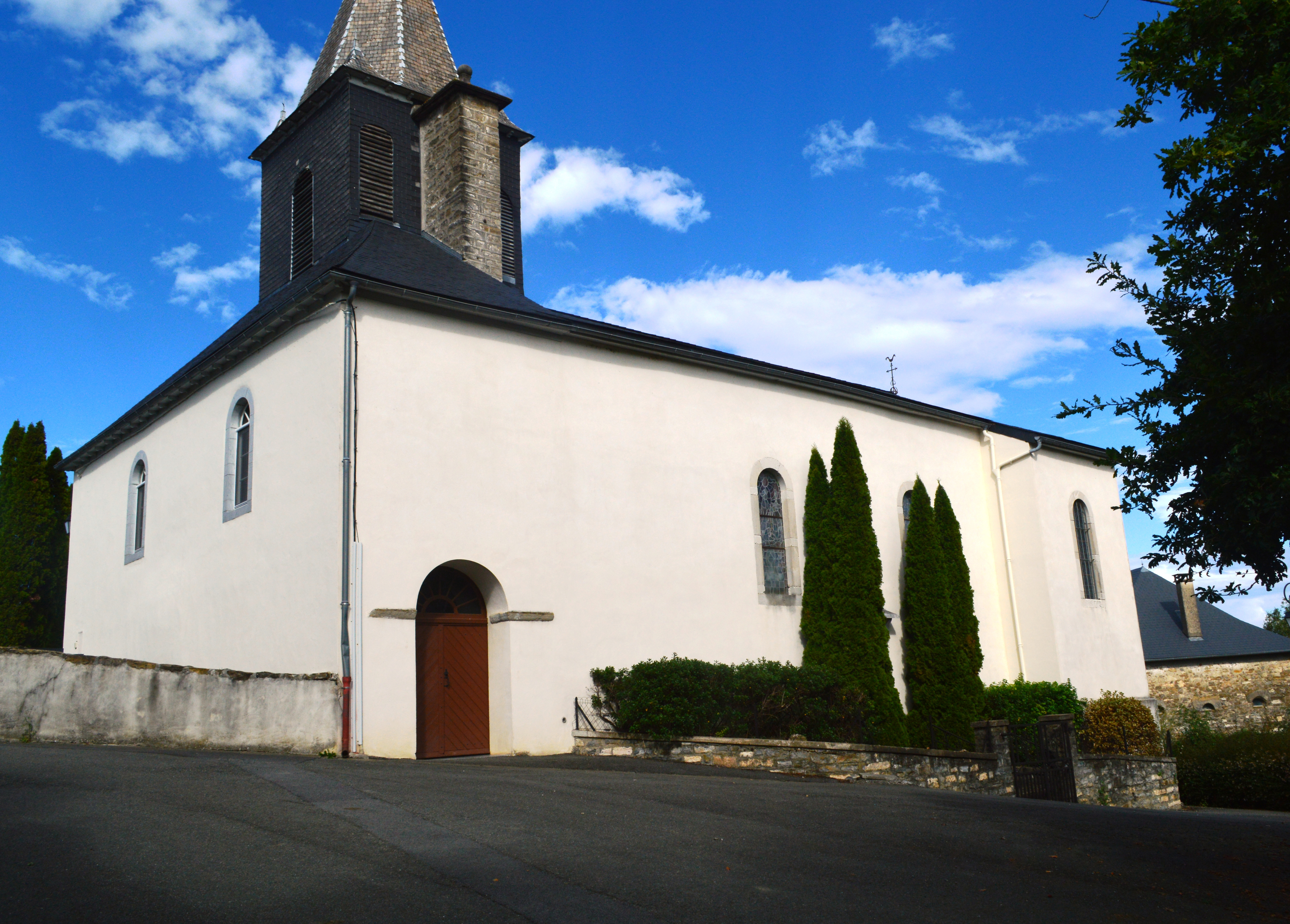
Église Saint-Jean-Baptiste d'Ainharp

## Culture locale et patrimoine

### Lieux et monuments

#### Patrimoine religieux
La commune possède une église (église Saint-Jean-Baptiste) dont l'origine remonte au XIe siècle et un clocher-calvaire du XVIIe siècle. L'église est dédiée à saint Jean le Baptiste. Son cimetière arbore des stèles discoïdales datant de l'époque du clocher.
Le village se situe sur un chemin secondaire du pèlerinage de Saint-Jacques-de-Compostelle qui passait sur la grand-route des Ports de Cize, du prieuré de Saint-Palais à celui de Saint-Michel-le-Vieux, et disposait d'un hospice de pèlerins, Benta, tout comme L'Hôpital-Saint-Blaise, Osserain, Pagolle, Roquiague, Haux, Larrau et Ordiarp.

### Équipements
La commune dispose d'une école primaire.